# Suður-Múlasýsla

Suður-Múlasýsla

Die Suður-Múlasýsla ist ein Bezirk im Osten Islands.
Die Suður-Múlasýsla erstreckt sich mit 3980 km² zwischen an der Ostküste. Dazu gehören die Fjorde südlich von Seyðisfjörður bis zum Eystrahorn. Die größten Ortschaften sind Neskaupstaður, Eskifjörður, Reyðarfjörður, Fáskrúðsfjörður, Stöðvarfjörður, Breiðdalsvík und Djúpivogur. Sie liegen alle an der Küste.